# Schwört bei dieser blanken Wehre

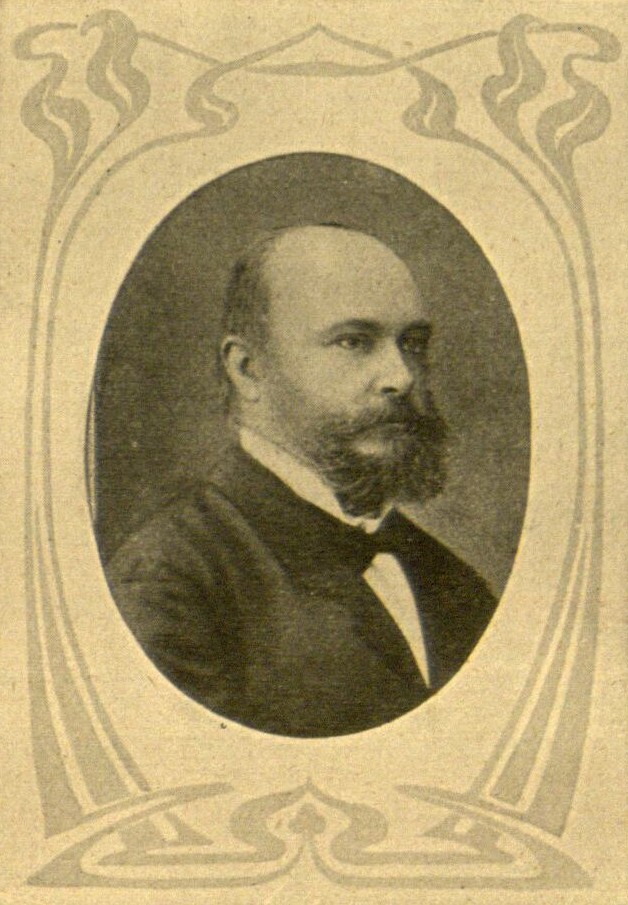
Rudolf Baumbach

Schwört bei dieser blanken Wehre (auch Burschenschafterlied oder seit 1897 auch Ehre, Freiheit, Vaterland!) ist ein ursprünglich österreichisches Studentenlied und die inoffizielle Hymne der Deutschen Burschenschaft (DB) und der Allgemeinen Deutschen Burschenschaft (ADB).
Verfasst wurde der Text 1879 von Rudolf Baumbach, die Vertonung übernahm noch im selben Jahr Hanns Treidler.

## Geschichte des Liedes

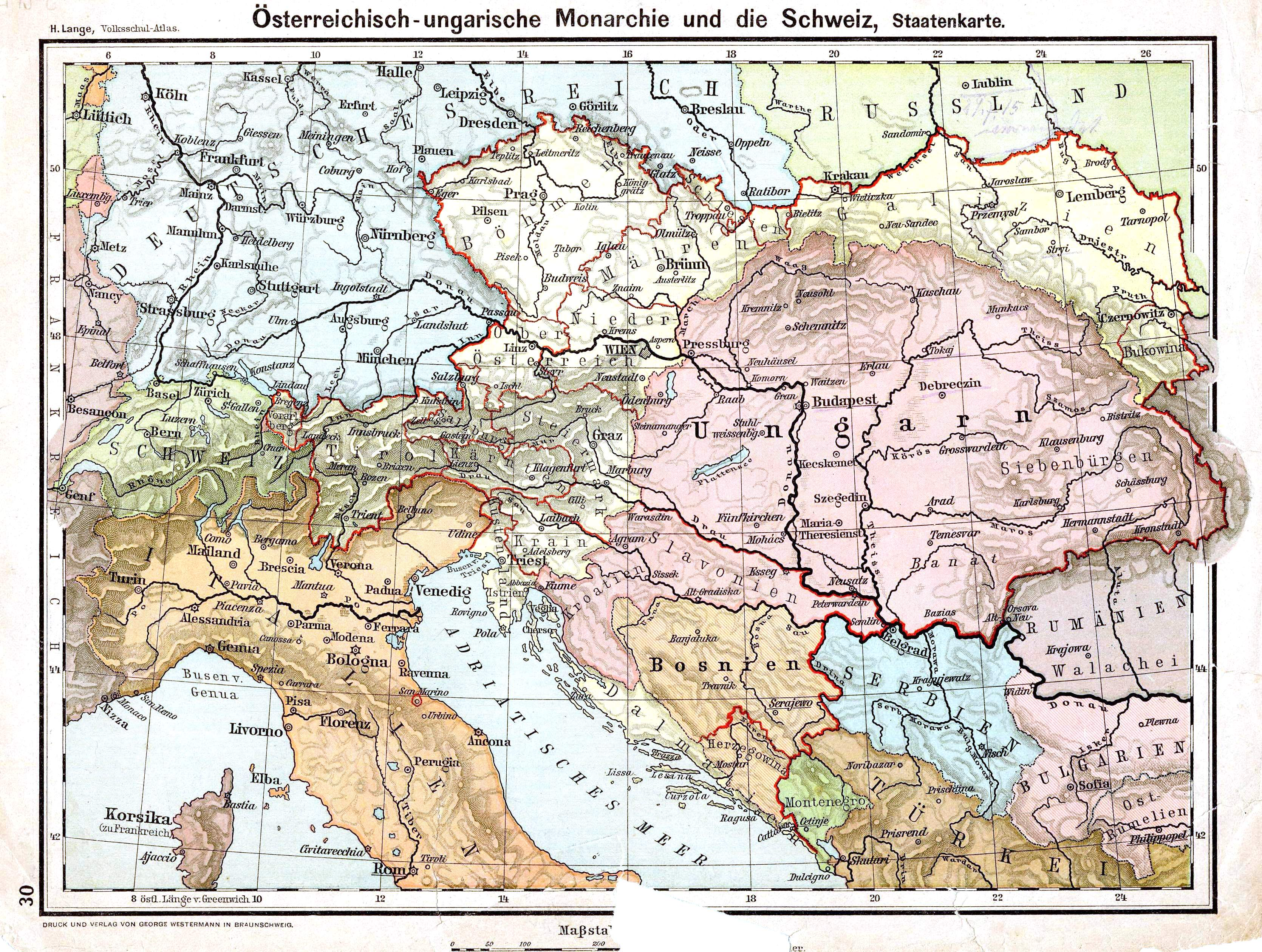
Österreich-Ungarn und die Adria Ende des 19. Jahrhunderts

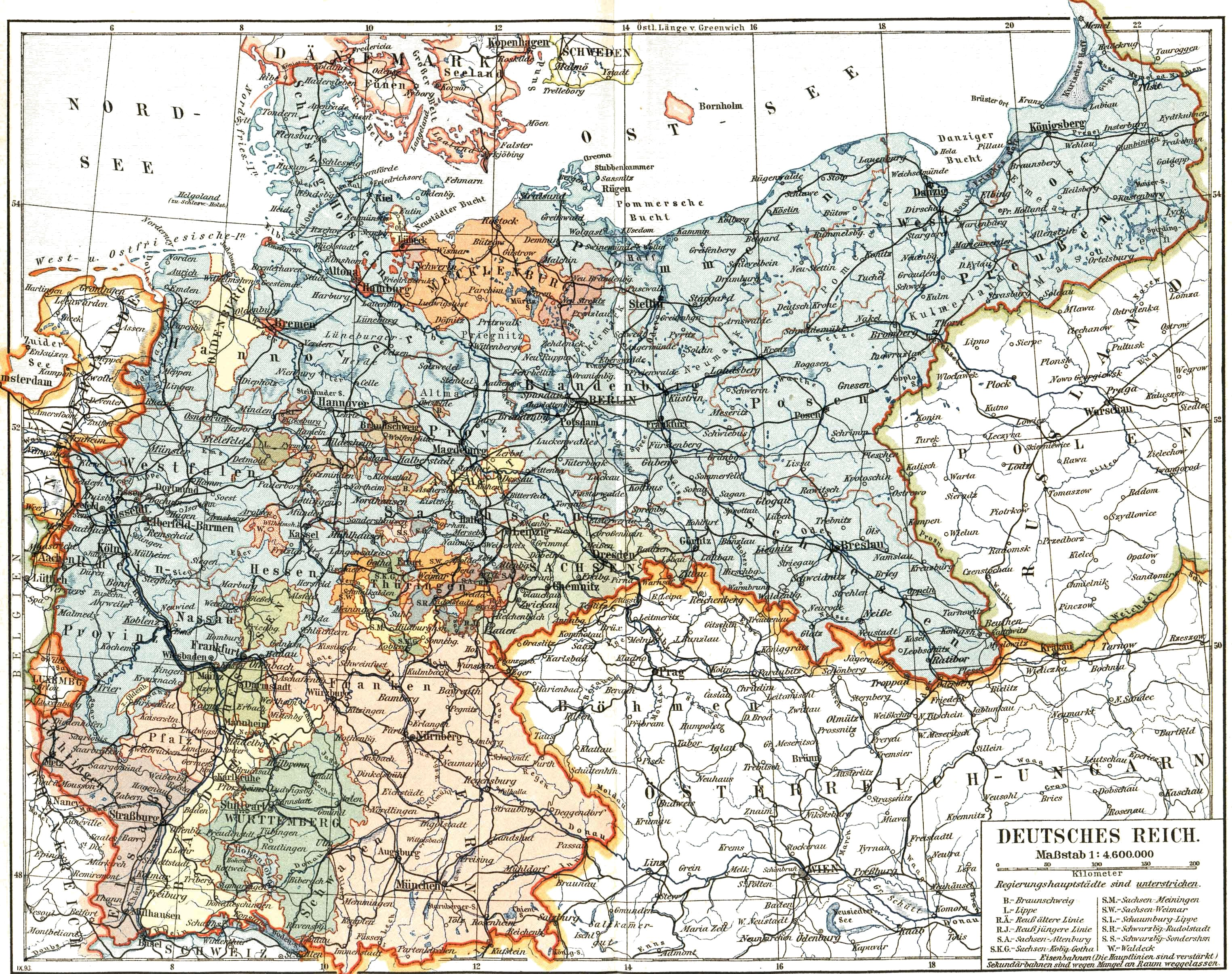
Der Text konnte auch gewidmet auf das Deutsche Reich – im Norden grenzend an Nord- und Ostsee, im Süden in die Alpen reichend – verstanden werden

Rudolf Baumbach, damals ein bekannter Dichter, schuf den Text des Liedes 1879 für einen Wettbewerb der Wiener Studentenzeitschrift Alma mater, der die drei besten österreichischen Studentenlieder auszeichnen sollte. Der Wettbewerb war dazu gedacht, die Schaffung eines rein österreichischen Kommersbuches zu ermöglichen, und war gegen die in Österreich deutschfreiheitlich und großdeutsch eingestellte Burschenschaft gerichtet.
Baumbach, selbst Corpsstudent, gewann mit Schwört bei dieser blanken Wehre unter 202 Mitbewerbern den ersten Preis, obwohl das Lied auf dem Wahlspruch der Burschenschaft Ehre, Freiheit, Vaterland aufbaut, und der Dichter kein Österreicher, sondern Reichsdeutscher war. Hanns Treidler, Chormeister des Wiener Akademischen Gesangvereins (AGV) – eines Vorläufervereins der heutigen Universitätssängerschaft Barden zu Wien – und ein Mitglied der Preiskommission, vertonte das Lied noch im selben Jahr mit der auch heutige noch gängigen Melodie.
In einem ersten Entwurf lautete der Anfang der dritten Strophe „Österreich, du Land der Ehre“. Mit den in dieser Strophe erwähnten Meeren („Deinen Fuß benetzen Meere“) war daher ursprünglich die Adria gemeint, an welche Österreich damals grenzte (siehe auch: Österreichisches Küstenland). Der endgültige und preisgekrönte Text lautete allerdings bereits wie heute auf „Vaterland, du Land der Ehre“, wobei die Preisrichter wohl wie selbstverständlich auf Österreich schlossen. Das Lied wurde in das von den Corps herausgegebene Commersbuch der Wiener Studenten aufgenommen. Die Wiener Burschenschaften verkehrten zwar nicht mit den Corps und dem AGV und lehnten auch dieses Commersbuch ab, übernahmen das auf ihrem Wahlspruch aufbauende Lied aber trotzdem.
Zwei in Wien studierende Mitglieder der Freiburger Burschenschaft Alemannia hörten das Lied und führten es in Freiburg im Breisgau ein, von wo aus es sich – losgelöst von seinen Bezügen zu Österreich – schnell weiter verbreitete und von der Deutschen Burschenschaft (damals noch Allgemeiner Deputierten-Convent genannt) aufgegriffen wurde. Das Lied war außerordentlich erfolgreich und lief früheren für die Burschenschaften identitätsstiftenden Studentenliedern wie Sind wir vereint zur guten Stunde und Was ist des Deutschen Vaterland von Ernst Moritz Arndt den Rang ab. Seit etwa 1885 verwendete die Deutsche Burschenschaft es als ihre Verbandshymne, allerdings ohne je darüber einen Beschluss zu fassen. Ab 1897 ist das Lied unter dem Titel „Ehre, Freiheit, Vaterland“ Teil des Allgemeinen Deutschen Kommersbuches.

## Text

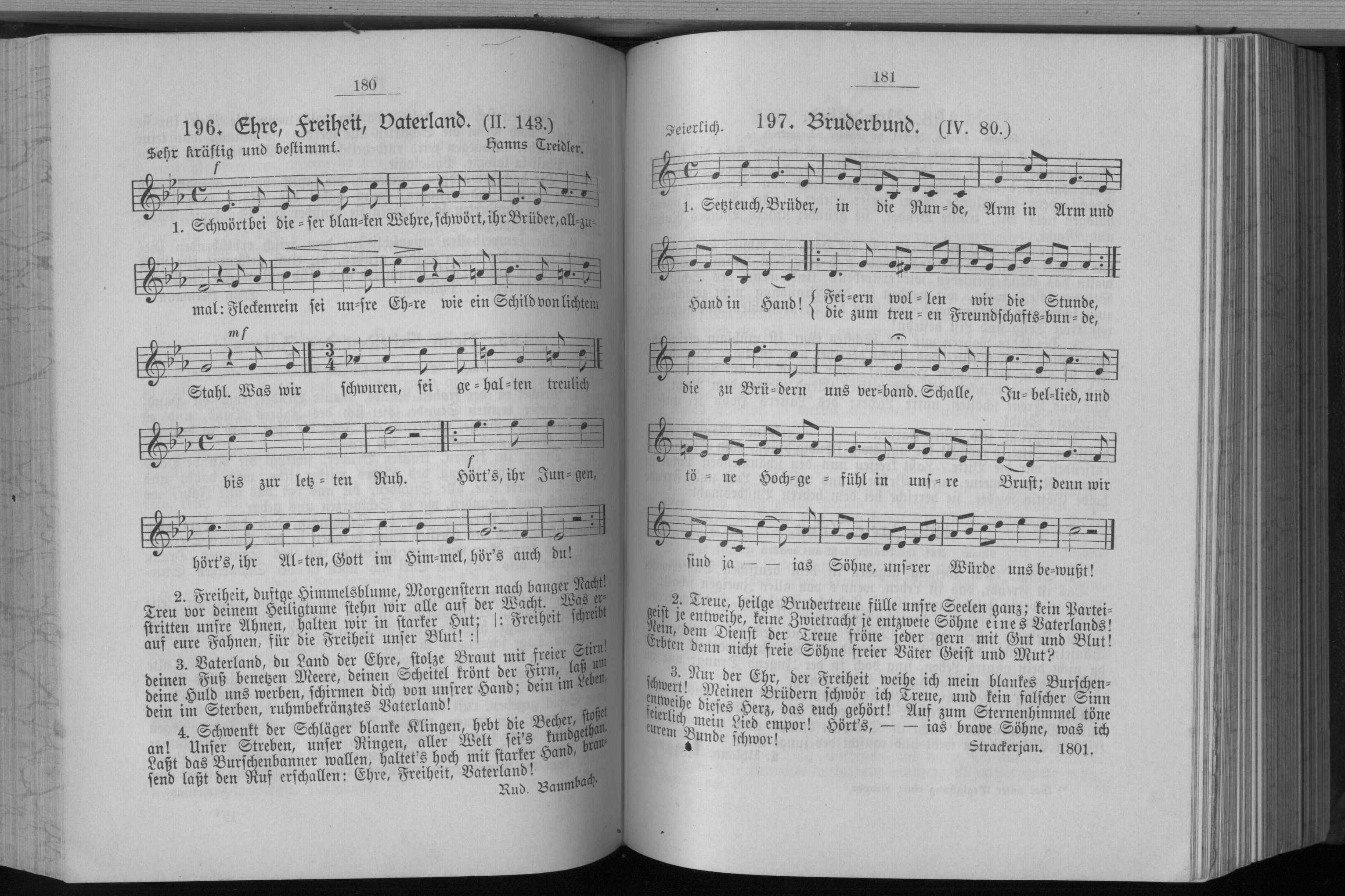
Der Liedtext im Allgemeinen Deutschen Kommersbuch

| 1. Schwört bei dieser blanken Wehre, schwört, ihr Brüder, allzumal: Fleckenrein sei unsre Ehre, wie ein Schild von lichtem Stahl. Was wir schwuren, sei gehalten treulich bis zur letzten Ruh'; \|: Hört's, ihr Jungen, hört's, ihr Alten, Gott im Himmel, hör's auch du! :\| 2. Freiheit, duft'ge Himmelsblume, Morgenstern nach banger Nacht! Treu vor deinem Heiligtume stehn wir alle auf der Wacht. Was erstritten unsre Ahnen, halten wir in starker Hut; \|: Freiheit schreibt auf eure Fahnen, für die Freiheit unser Blut! :\| | 3. Vaterland, du Land der Ehre, stolze Braut mit freier Stirn! Deinen Fuß benetzen Meere, deinen Scheitel krönt der Firn. Laß um deine Huld uns werben, schirmen dich in unsrer Hand; \|: dein im Leben, dein im Sterben, ruhmbekränztes Vaterland! :\| 4. Schwenkt der Schläger blanke Klingen, hebt die Becher, stoßet an! Unser Streben, unser Ringen, aller Welt sei's kundgetan. Laßt das Burschenbanner wallen, haltet's hoch mit starker Hand, \|: brausend laßt den Ruf erschallen: Ehre, Freiheit, Vaterland! :\| |

## Gebrauch
Als Hymne der Deutschen Burschenschaft und der Allgemeinen Deutschen Burschenschaft wird Schwört bei dieser blanken Wehre als „Burschenschafterlied“ alljährlich zum Abschluss der Verhandlungen der Burschentage gesungen. Die Häufigkeit des Gebrauchs ist in den einzelnen Mitgliedsburschenschaften zwar sehr unterschiedlich, das Lied wird von Mitgliedern der Allgemeinen Deutschen Burschenschaft und der Deutschen Burschenschaft aber stets im Stehen gesungen. Es ist auch bei Burschenschaften anderer Verbände – und verbandsfreien – verbreitet. Burschenschaften mit dem anders geordneten Wahlspruch Freiheit, Ehre Vaterland wie die Burschenschaft Germania Erlangen beenden den letzten Vers des Liedes oft ebenfalls mit dieser Umordnung.
In seiner Eigenschaft als österreichisches Studentenlied wird Schwört bei dieser blanken Wehre bei vielen katholisch-österreichischen Studentenverbindungen auch heute noch gesungen. Abweichend von der im Österreichischen Kommersbuch abgedruckten offiziellen Version fügen viele katholische Couleurstudenten in der letzten Zeile der vierten Strophe das Wort „Gott“ ein: Gott, Ehre, Freiheit, Vaterland.